# Ronald Martinez
Ronald Martinez, né le 28 février 1978 à Annecy (France), est un photographe d'art français.

## Biographie
Photographe professionnel depuis 2000, Ronald Martinez se forme au Studio M à Montpellier. Il débute comme photographe-reporter au Midi Libre. 
Il sera notamment photographe de plateau sur le tournage du film Americano de Mathieu Demy, sorti en 2011. 
Son œuvre ténébriste est marquée par le chiaroscuro de Caravage. Ses clichés, réalisés dans la pénombre à l’aide d’une unique source lumineuse, brouillent la frontière entre peinture et photographie. 
S'inspirant des techniques picturales des peintres de la Renaissance , Ronald Martinez inaugure en 2012 une série intitulée Nus Divins : Hommage à la Peinture Italienne.
En 2013, le galeriste Maurizio Nobile sélectionne trois de ces clichés pour sa galerie du Triangle d’or. Il l’invite à poursuivre ses recherches dans sa galerie de Bologne. Ronald Martinez y réalise douze nouveaux clichés. Conscient de la force esthétique dégagée par ses peintures photographiques, il en confie le développement à Maître Choï, le tireur d’Helmut Newton et de Bettina Rheims. 
Le catalogue d’exposition des Nus Divins rejoint en 2013 les bibliothèques du Metropolitan Museum of Art (MOMA) de New York, et de la Maison Européenne de la photographie de Paris.
En 2015, il signe la pochette de l'album Kalthoum d'Ibrahim Maalouf, avec le Nu Divin n° 13 : ce portrait deviendra bientôt une œuvre reconnue internationalement. L’album est construit comme un hommage à la grande chanteuse égyptienne Oum Kalthoum.
Au cours de l'année 2016, Omnia Vanitas (les natures mortes) représente une série à part dans l’œuvre de Ronald Martinez. Sa recherche artistique vers les vanités donne une tournure résolument philosophique et humaniste à ses Hors-séries. 
En 2018, il expose, avec la galerie 29 Arts in Progress, au MIA Fair de Milan avec le maître italien Gian Paolo Barbieri et Kurt Ammann ; s’ensuit un nouveau Solo Show, « The Power of Light », lors de la Design Week de Milan. 
En 2019. Ronald Martinez est invité, avec sa collection Nus Divins, au Musée Palazzo Leone da Perego pour le festival Fotografico Europeo à Legnano avec sa galerie de Milan, 29 Arts in Progress. 
En 2019, il entre dans la collection Pierre Passebon lors de l’exposition « Love My May » avec son Nu Divin n°7, à la Villa Noailles de Hyères, Centre d’Art international. 
En 2020, Ronald Martinez expose à la Nocturne Rive Droite avec la galerie Maurizio Nobile, à travers un parcours d’œuvres inédites de la Renaissance. Il présente en avant-première sa Vierge à l’Enfant N1 (réalisée avec le nombre d’or de Léonard de Vinci).
En 2021, il collabore avec divers chanteurs et musiciens français pour la création de leurs visuels, notamment Anna Chedid pour Piano Voix, Julien Voulzy pour Alpha, Matthieu Chedid pour le livre M, un conte de familles, et signe la direction artistique du clip de Sasha Bogdanoff, « Nos enfants », sur le droit à l’instruction en famille. 
Après plusieurs expositions à l’A.Galerie de Paris, son directeur Arnaud Adida présente Ronald Martinez comme artiste permanent de sa galerie. 
En 2022, il sort trois nouvelles collections, Révélation, La Jeune Fille aux grains de beauté et Les Madones, toujours sur son thème du clair-obscur. 
En 2023, le Nu Divin n°7 est sélectionné lors de la vente chez Barbarossa à Paris ; il entre dans le livre Obsession Masculin, de Florent Barbarossa et Pierre Passebon, aux éditions Flammarion. 
En 2024, il intègre Artistics, une galerie d’art en ligne destinée au marché français et international.

## Style et réception
Les sujets développés par Ronald Martinez pour ses Nus Divins sont parfois d'inspiration profane (La jeune fille à la perle : Nu divin n°22), parfois d'inspiration chrétienne : la Passion du Christ (Nus divins n°10 et 11), la Pietà (Nu divin n°9), etc.
Réalisés dans la pénombre à l'aide d'une source lumineuse unique, ses clichés se distinguent par des corps et des visages découpés par une lumière directe, se détachant d'un fond sombre et dominant dans un contraste prononcé. Ce style ténébriste inspiré par l'esthétique baroque italienne, qui fige les attitudes et accentue le relief des corps, en reprend la symbolique : la lumière crue signale, la plupart du temps, une intrusion métaphysique, voire divine, l'obscurité renvoyant l'Homme à son ignorance et à sa condition mortelle. Ronald Martinez cherche, dans son travail et par sa technique, à brouiller la frontière entre peinture et photographie. Ses œuvres sont très bien reçues sur le marché de l'art, malgré son jeune âge. Mises en vente à partir de 2013 (Arte Fiera 2013 - Bologne) , elles sont cotées, dès 2015, à plusieurs milliers d'euros au minimum.

## Expositions (sélection)
- 2022 : Esquisse Photographique - A Galerie (Paris)
- 2022 : Masculin Masculin - Maison de vente Barbarossa – Pierre Passebon – (Paris)
- 2021 : Un certain regard en photographie - A Galerie (Paris)
- 2020 : Nocturne rive Droite - Galerie Maurizio Nobile - Paris
- 2019 : Villa Noailles - Centre d'Art d'Intérêt National - Exposition Love my may
- 2019 : Festival Fotografico Europeo - Palazzo Leone da Perego - Milan
- 2018 : A Galerie - Flesh For Fantasy - Paris
- 2018 : Nocturne Rive Droite, Galerie Maurizio Nobile (Paris)
- 2018 : Un certain regard sur le nu en photographie, A.Galerie (Paris)
- 2017 : Caravagistes caravagismes, Galerie Morizio Nobile (Paris - Bologne, Italie)
- 2017 : Mia photo fair 2017, Galerie 29 Arts In Progress (Parme, Italie)
- 2017 : Solo show - Ronald Martinez, Galerie 29 Arts In Progress (Milan, Italie)
- 2016 : Arte fiera : foire internationale d'art contemporain, Galerie Artistocratic (Bologne, Italie)
- 2016 : Wopart : Foire d’art international dédiée aux chez d’œuvres Works on Paper (Lugano)
- 2015 : Philharmonie de Paris. Nu Divin N13 – Concert d’Ibrahim Maalouf
- 2016 : Wopart : Foire d’art international dédiée aux chez d’œuvres Works on Paper (Lugano)
- 2015 : Philharmonie de Paris. Nu Divin N13 – Concert d’Ibrahim Maalouf
- 2015 : Mia Milan Image Art Fair – Galerie Artisticratic - Bologne
- 2016 : Arte fiera - Foire internationale d'art contemporain, Galerie Artistocratic (Bologne, Italie)
- 2015 : Première vente de photographie chez Cornette de Saint Cyr - Paris
- 2015 : Du rêve à l'inéluctable - Galerie Maurizio Nobile – Bologne
- 2015 : Rencontres Parisiennes de la photographie contemporaine - Paris
- 2015 : Mia Milan Image Art Fair – Galerie Artistocratic - Milan
- 2013 : Arte Fiera - : foire internationale d'art contemporain, Galerie Maurizio Nobile (Bologne)
- 2013 : Nocturne - Rive droite, Galerie Morizio Nobile (Paris)